# سباق طواف فرنسا 1920
سباق طواف فرنسا 1920 من سلسلة سباقات سباق طواف فرنسا. أقيم هذا السباق في تاريخ 27 يونيو - 27 يوليو 1920 على 15 مراحل. بعد مرور 228 ساعة و36 دقيقة و13 ثانية وبعد طي 5503 كم بمتوسط 24.072 كم في الساعة فاز بالميدالية الذهبية فيليب تيه من بلجيكا، فيما حصد هيكتور أوسجييم من بلجيكا الميدالية الفضية، وكانت الميدالية البرونزية من نصيب فيرمين لامبوت من بلجيكا.

## الميداليات
| ذهب                | فضة                     | برونز                  |
| فيليب تيه - بلجيكا | هيكتور أوسجييم - بلجيكا | فيرمين لامبوت - بلجيكا |